# Cura te ipsum
Cura te ipsum (з лат., дослівно — Зціли самого себе, сутнісно  — Вилікуй самого себе, Вилікуйся сам, перш ніж лікувати інших) — латинська сентенція, яка несе у собі заклик (імператив) до особи не втручатися у чужі справи, допоки вона не навела порядок зі своїми подібними справами. Наприклад — перед тим, як повчати когось, звернути увагу на свої недоліки і спробувати подолати («вилікувати») їх.
У Біблії цю фразу промовляє до слухачів Ісус Христос:«Він же промовив до них: Ви Мені конче скажете приказку: Лікарю, уздоров самого себе! Учини те й тут, у вітчизні Своїй, що сталося чули ми у Капернаумі.» (Луки 4:23)
Коментатори вказують на відлуння подібного скептицизму в глузуваннях, які Ісус зрештою почує, коли перебуватиме на хресті: «Він інших спасав, а Самого Себе не може спасти! Коли Цар Він Ізраїлів, нехай зійде тепер із хреста, і ми повіримо Йому!» (Матвія 27:42).
Латинська форма прислів’я у варіанті Medice, cura te ipsum! (з лат., дослівно — Лікарю, зціли самого себе, Лікарю, уздоров самого себе) стала відомою фразою завдяки латинському перекладу Біблії — Вульґаті лат. - Biblia Sacra Vulgata (Stuttgartensia).

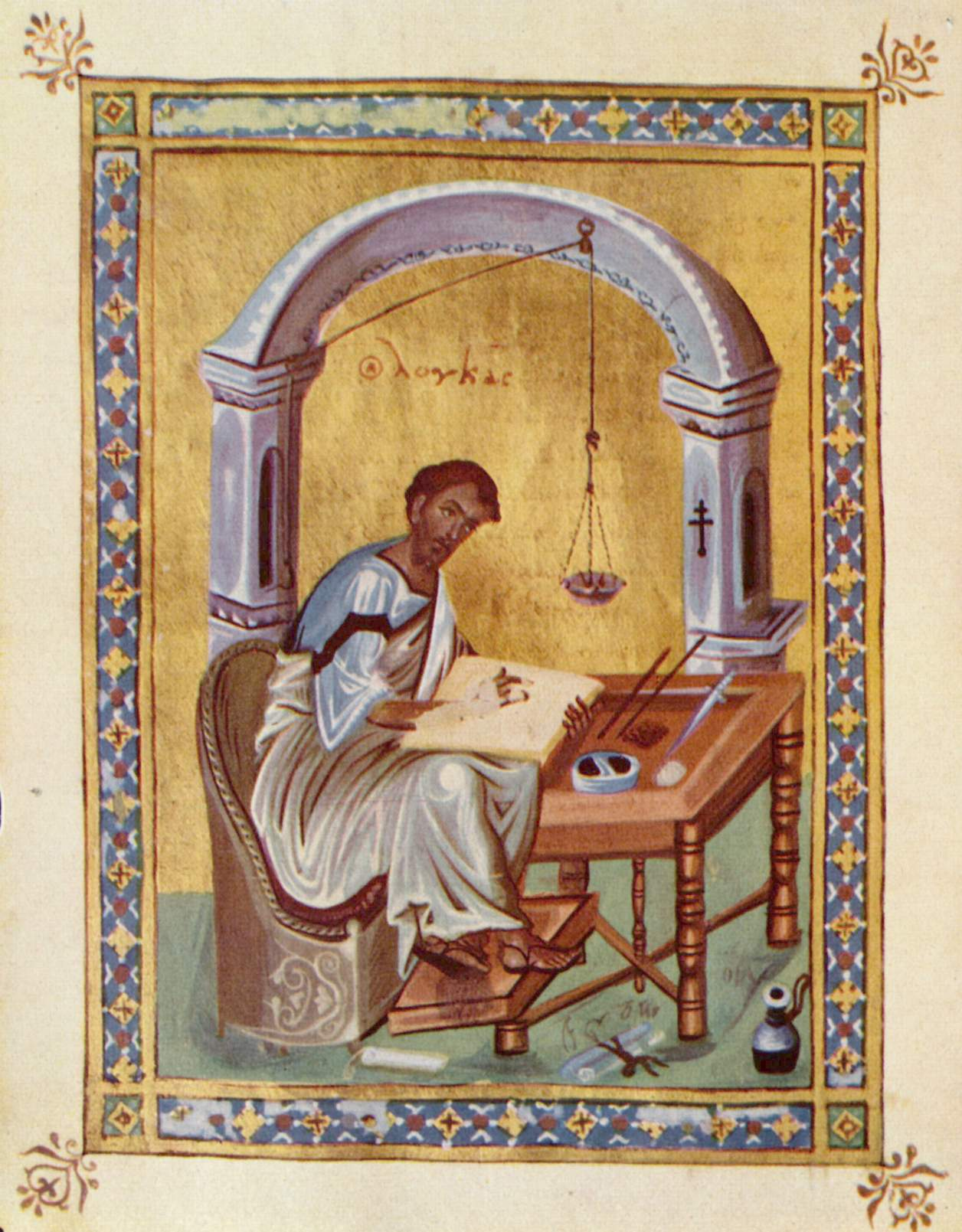
Євангеліст Лука (Візантія, Х ст.)

## Цитати
- Biblia Sacra Vulgata (Stuttgartensia)/Lucas[1]

|  | 4:23 et ait illis utique dicetis mihi hanc similitudinem medice cura te ipsum quanta audivimus facta in Capharnaum fac et hic in patria tua |

- Євангеліє від Святого Луки[2]

|  | 4:23 А він казав їм: «Ви певно скажете мені цю приповідку: "Лікарю, вилікуй себе самого. Про що ми чули, що сталося в Капернаумі, зроби те й тут на твоїй батьківщині" |